# Pallas (wyzwoleniec)
Pallas (? – 62) – wyzwoleniec Antonii, ulubieniec cesarza Klaudiusza, zarządzał skarbem cesarskim. Zaaranżował małżeństwo Klaudiusza z Agryppiną oraz adopcję jej syna Nerona. Chcąc osłabić wpływy matki Neron usunął go ze stanowiska zarządcy kasy cesarskiej, a następnie uwięził. W r. 62 n.e. został otruty.